# NGC 4442
NGC 4442 este o galaxie lenticulară situată în constelația Fecioara. A fost descoperită în 15 aprilie 1784 de către William Herschel. Se află la o distanță de 15,35 megaparseci de Pământ.